# Thélod
Thélod is een gemeente in het Franse departement Meurthe-et-Moselle (regio Grand Est) en telt 258 inwoners (1999). De plaats maakt deel uit van het arrondissement Nancy.

## Geografie
De oppervlakte van Thélod bedraagt 10,9 km², de bevolkingsdichtheid is 23,7 inwoners per km².
De onderstaande kaart toont de ligging van Thélod met de belangrijkste infrastructuur en aangrenzende gemeenten.

## Demografie
Onderstaande figuur toont het verloop van het inwonertal (bron: INSEE-tellingen).